# Luci bioluminescenti
Le luci urbane bioluminescenti sfruttano il fenomeno naturale della bioluminescenza per ridurre l'impatto ambientale dell'illuminazione artificiale. Questo approccio utilizza organismi viventi, come batteri e piante, per generare luce attraverso reazioni chimiche naturali, eliminando la necessità di energia elettrica tradizionale.

## Sviluppo della tecnologia
Una delle startup più influenti in questo campo è Glowee, un'azienda francese fondata da Sandra Rey. L'azienda ha sviluppato sistemi di illuminazione che utilizzano batteri bioluminescenti derivati da specie marine. Questi batteri, nutriti con zuccheri e nutrienti naturali, emettono luce in modo continuo attraverso reazioni enzimatiche. Un'applicazione innovativa di questa tecnologia è stata implementata a Rambouillet, una città vicino a Parigi, dove lampioni bioluminescenti sono stati installati come alternativa a quelli tradizionali. Questi sistemi, non necessitando di elettricità, rappresentano un modello replicabile per altre città che vogliono ridurre le loro emissioni di carbonio.
Parallelamente, il MIT ha condotto esperimenti sulle piante nanobiotiche, introducendo nanoparticelle nei tessuti di specie vegetali comuni, come il crescione. Queste nanoparticelle contengono luciferasi, un enzima che catalizza la bioluminescenza naturale. I risultati iniziali hanno mostrato che le piante possono emettere luce per diverse ore, con una luminosità sufficiente a leggere un libro in ambienti poco illuminati. Oltre all'illuminazione, queste piante potrebbero migliorare la qualità dell'aria, assorbendo CO₂ e rilasciando ossigeno, creando spazi urbani più sani e vivibili.
Un altro interessante progetto è stato intrapreso da laboratori di biodesign, come il Synthetic Ecosystems Lab alla Parsons School of Design. Questi ricercatori stanno esplorando modi per combinare bioluminescenza e biosensori per sviluppare lampade interattive che rispondono ai cambiamenti ambientali, come la qualità dell'aria o la presenza di contaminanti.

## Benefici
Le luci bioluminescenti offrono molteplici vantaggi:
- Riduzione del consumo energetico: L'eliminazione della dipendenza da energia elettrica potrebbe abbattere i costi delle infrastrutture urbane.
- Diminuzione delle emissioni di CO₂: Sostituendo i lampioni tradizionali con sistemi bioluminescenti, si riduce l'uso di combustibili fossili.
- Design innovativo: Le luci bioluminescenti possono essere integrate in spazi pubblici, parchi e giardini, creando atmosfere suggestive e naturali.
- Potenziale educativo e sociale: Questi progetti possono aumentare la consapevolezza sull'importanza della sostenibilità e promuovere lo sviluppo di nuove tecnologie bioispirate.

## Prospettive future
Il futuro delle luci urbane bioluminescenti dipenderà dalla capacità di ottimizzare la luminosità, la durata e i costi di produzione. L'obiettivo a lungo termine è integrare questa tecnologia su larga scala, illuminando intere strade, edifici e persino infrastrutture sotterranee come le metropolitane. Inoltre, la collaborazione tra biologi, ingegneri e designer potrebbe portare a soluzioni sempre più innovative, favorendo un'urbanizzazione più sostenibile e rispettosa degli ecosistemi naturali.
Con il continuo progresso nel campo delle nanotecnologie e della biologia sintetica, è plausibile immaginare un mondo in cui le città siano illuminate da una rete vivente di piante e organismi bioluminescenti, simbolo di un'alleanza tra tecnologia e natura.